# کیما تالپا
کیما تالپا (به اسپانیایی: Kima Tullpa) یک کوه در پرو است که در Peru, Ancash Region واقع شده‌است. کیما تالپا ۴٬۶۰۰ متر بالاتر از سطح دریا واقع شده‌است.